# Edward Rydz-Śmigły
Edward Rydz-Śmigły (Łapszyn, 11. ožujka 1886. – Varšava, 2. prosinca 1941.) bio je poljski maršal, vojni zapovjednik u Drugom svjetskom ratu i vrhovni zapovjednik Poljske vojske, slikar i pjesnik. Nakon niza vojnih uspjeha, Rydz-Śmigły je bio jedan od zapovjednika u Poljsko-sovjetskom ratu, te nasljednik maršala Piłsudskog na mjestu Generalnog inspektora vojnih snaga, čime je, u periodu od 1935. do 1939. godine, obnašao dužnost šefa države. Sudjelovao je i u obrani Poljske tijekom njemačke invazije, događaja koji je započeo Drugi svjetski rat.

## Životopis

### Rani život
Edward Rydz-Śmigły je rođen 11. ožujka 1886. godine u malom selu Łapszyn, blizu Berežanija, u današnjoj Ukrajini. Njegov otac Tomasz bio je časnik u Austro-Ugarskoj vojsci, no obitelj je svejedno živjela u poprilično skromnim uvjetima. U dobi od 13 godina izgubio je i oca i majku Mariju Babiak. Isprva su ga odgajali baka i djed s majčine strane, a kasnije je tu ulogu preuzela obitelj liječnika Uranowicza, lokalnog liječnika u Berežaniju. Nakon završene gimnazije, Rydz odlazi u Krakov gdje diplomira povijest i filozofiju na Jagelonskom sveučilištu. Nakon toga, studira na likovnoj akademiji u Krakovu, a studije nastavlja u Münchenu i Beču. Tijekom 1910. godine, dok boravi u Beču, odlazi na časničku akademiju, te se školuje u poznatoj 4. pješadijskoj regimenti "Deutschmeister". 
Nakon završetka vojne obuke biva pozvan u Carsku vojsku, no odbija poziv. Godine 1912. Rydz osniva poljsku paravojnu organizaciju Związek Strzelecki. Ubrzo završava i studij na akademiji, te biva hvaljen od svojih profesora i kritičara, pogotovo zbog svojih pejsaža i portreta. 

### Prvi svjetski rat
Godine 1914. regrutiran je u Austro-Ugarsku vojsku gdje je služio na Istočnom frontu u brigadi Józefa Piłsudskog. Nakon sudjelovanja u borbama protiv Rusa, te jedne izložbe u Krakovu, Rydz je 1917. godine, nakon što je Piłsudski zatvoren u Magdeburgu jer njegove jedinice nisu htjele položiti zakletvu Nijemcima i Austrijancima, postao vrhovni zapovjednik POW-a i dodao si nadimak Śmigły (poljski: Brz, agilan), kojeg će kasnije dodati kao svoje drugo prezime. 
Godine 1918. pridružuje se socijalističkoj vladi Ignacyja Daszyńskog kao Ministar rata. U ovom je periodu unaprijeđen u brigadnog generala, te je poziciju Ministra rata prihvatio kao Piłsudskijev zamjenik. U ovom periodu počinje i službeno koristiti prezime Rydz-Śmigły. Dana 11. studenog 1918. godine, vlada je svu vlast prebacila na maršala Piłsudskog koji je postao Privremeni šef države (Naczelnik Państwa). Nakon kratkog premišljanja (jer je bio razočaran Rydzovom suradnjom sa socijalistima), Piłsudski je ipak unaprijedio Rydza u brigadira.

### Poljsko-sovjetski rat
Ubrzo, Rydz-Śmigły postaje jedan od zapovjednika u Poljsko-sovjetskom ratu (1919. – 1921.), u kojem ratuje na nekoliko ofenziva i odnosi pobjede u nekim ključnim bitkama, među kojima je bilo i osvajanje Kijeva. Zapovijedao je i tijekom Bitke za Varšavu, slavne bitke koja je u povijesti poznata i kao Čudo s Vistule. Iako je ključnu ulogu u ovoj bitci imao Piłsudski, koji je nadmudrio generala Tuhačevskog, Rydz-Śmigły je imao važnu ulogu u obrani od sovjetskog napada, ali i u blokiranju ruta za bijeg koje je Crvena armija planirala iskoristiti. 

### Nasljednik maršala Piłsudskog
Nakon rata, Rydz-Śmigły postaje Generalni inspektor vojske u distriktu Vilna, a kasnije i u Varšavi. Godine 1926., nakon Svibanjskog puča maršala Piłsudskog, Rydz-Śmigły je odlučio pristati uz pučiste, te je shodno s time organizirao antivladine trupe. Piłsudski nikada nije zaboravio ovaj događaj, te je ubrzo postavio Rydza-Śmigłyja za svog zamjenika za istočna pitanja. Dana 13. svibnja 1935. godine, nakon smrti maršala Piłsudskog, Rydz-Śmigły je predložen za njegova nasljednika na mjestu Generalnog inspektora poljskih vojnih snaga, što je bilo u skladu sa željama samog Piłsudskog. Inače, nakon smrti maršala, njegovi su se sljedbenici, znani kao Sanacja, podijelili na tri frakcije. Prva je podržavala Rydza-Śmigłyja, druga je podržavala predsjednika Ignacyja Mościckog, dok je treća podržavala premijera Waleryja Sławeka. No, ubrzo je predsjednik Mościcki sklopio dogovor s Rydzom-Śmigłyjem kako bi se riješio Sławeka, što mu je i uspjelo. Rydz-Śmigły je tako postao de facto vođa Poljske, dok je Mościcki svoj utjecaj zadržao kao de iure vođa Poljske, odnosno predsjednik. Rydz-Śmigły ubrzo doživljava procvat, te biva imenovan, od strane premijera, za "Drugog čovjeka u državi nakon predsjednika", a 10. studenog 1936. godine postao je i Maršal Poljske. Pokret Obóz Zjednoczenia Narodowego (Ozon) uvelike je popularizirao Rydza-Śmigłyja, što je izazvalo negodovanje sljedbenika maršala Piłsudskog koji su ovu popularizaciju okarakterizirali kao negativni čin samopromocije maršala Rydza-Śmigłyja.
Period Rydz-Śmigłyjeve vladavine bio je znan kao "diktatura bez diktatora". Njemu je definitvno nedostajao moralni autoritet kojeg je imao Piłsudski, a velik problem stvarala je i podjela među sljedbenicima pokojnoga maršala. Tijekom te četiri godine (1935. – 1939.), državni vrh bio je podijeljen na "Predsjednikove ljude", koji su podržavali Mościckog, te "Maršalove ljude", koji su podržavali Rydza-Śmigłyja. Manje probleme stvarali su i pobornici svrgnutog premijera Sławeka. Režim je s vremenom postajao sve autoritativniji i konzervativniji, a Ozon je, iako nije uspio stvoriti općenarodni pokret, uglavnom radio na promociji i postavljanju Rydza-Śmigłyja za drugog najvećeg poljskog vođu (nakon Piłsudskog).

### Adolf Hitler i 1939. godina
U ožujku 1939. godine, njemački diktator Adolf Hitler okupira Češku i Moravsku, a u Slovačkoj uspostavlja marionetsku vlast na čelu s monsinjorom Jozefom Tisom. Poljska je tako postala okružena sa svih strana osim s Istoka, a jedini je Rydz-Śmigły uviđao potencijalnu opasnost od konflikta s Njemačkom. No, vremena nije bilo kako bi se organizirao novi obrambeni plan, te je jedina opcija koja je preostala bila pregovor sa Zapadom. Tijekom sastanka u Moskvi, Rydz-Śmigły je kategorički odbio molbe Zapada da dopuste Sovjetima prolazak kroz Poljsku, tvrdeći kako mu nitko ne može jamčiti da će Sovjeti doista sudjelovati u ratu, te dodavši kako Sovjeti, kada jednom uđu u Poljsku, iz nje više neće htjeti izaći. 
Kada je Hitler 1. rujna 1939. godine napao Poljsku, Rydz-Śmigły je postao Vrhovni zapovjednik, no već je 7. rujna, zajedno s ostatkom državnog vrha, napustio Varšavu. Problemi s komunikacijskim mrežama onemogućili su mu kvalitetno zapovijedanje. Dana 11. rujna naredio je da se Varšava brani pod svaku cijenu, nadajući se kako će grad i obližnja utvrda Modlin izdržati nekoliko mjeseci, što će biti dovoljno vremena da Britanci i Francuzi pošalju vojnu pomoć. No, Rydz-Śmigły nije znao da Saveznici ne planiraju poslati pomoć Poljskoj, te da očekuju njezin pad. Njegov plan doživio je još jedan snažan udarac kada su, 17. rujna, Poljsku s istoka napali Sovjeti. Shvativši tada kako je bitka izgubljena, Rydz-Śmigły je naredio svojim trupama da se povuku prema Rumunjskoj kako bi izbjegli daljnje sukobe. 
Nakon što je uspješno izbjegao uhićenje, Rydz-Śmigły je 18. rujna 1939. godine pobjegao u Rumunjsku. Iako je ovaj bijeg (jer ipak je on bio vrhovni zapovjednik) izazvao kontroverze, rezultirao je time da se Poljska službeno nije predala, te su se poljske trupe mogle i dalje boriti. Velik broj poljskih vojnika otišao je na regrupaciju u Francusku, a nakon njezinog pada, u Ujedinjeno Kraljevstvo. 

### Posljednje godine i smrt
Maršal Rydz-Śmigły preuzeo je cijelu krivicu za poljski poraz iz rujna 1939. godine. On je bio iznimno sposoban na manjim frontama, ali ovako velike operacije stvarale su mu probleme. Ovu tezu potvrdio je već 1922. godine maršal Piłsudski u svojoj evaluaciji Rydza-Śmigłyja, u kojoj ga je opisao kao operativno sposobnog, ali je izrazio sumunju u njegovu sposobnost da vodi veći rat između dvije države. 
U Rumunjskoj, Rydz-Śmigły odganizira pokret Poljskog podzemlja, skupine časnika odanih Piłsudskom. Dana 27. listopada odrekao se svoje pozicije Generalnog inspektora, a naslijedio ga je Władysław Sikorski, tada član vlade u egzilu koja je djelovala u Francuskoj (kasnije u Ujedinjenom Kraljevstvu). On je kasnije smješten u vilu bivšeg rumunjskog predsjednika, no ubrzo je ilegalno pobjegao u Mađarsku. 
Po dolasku u Mađarsku javila se ideja o povratku u Poljsku i sudjelovanju u pokretu otpora, što je uvelike smetalo Sikorskom, koji je bio Rydz-Śmigłyjev i Piłsudskijev protivnik još od Svibanjskog puča. Sikorski je telegramom kontaktirao vođu Armije Krajowe, Stefana Grot-Roweckog, i upozorio ga na Rydz-Śmigłyjev povratak. No, Rydz-Śmigły je ubrzo napustio Mađarsku, te preko Slovačke stigao u Poljsku. Dana 30. listopada 1941. godine, Rydz-Śmigły je u strogoj tajnosti došao u Varšavu, gdje je sudjelovao u pokretu otpora kao obični član, tako suspendirajući svoju titulu Maršala. No, 2. prosinca 1941. godine, u dobi od 55 godina, Edward Rydz-Śmigły iznenada je preminuo od zatajenja srca. Bio je oženjen Martom Zaleskom, no par nije imao djece. 
Pokopan je u Varšavi pod pseudonimom Adam Zawisza, a njegov nadgrobni spomenik nosio je to ime sve do 1991. godine. Novi spomenik podignut je 1994. godine od strane građanina Varšave, na istom mjestu na groblju Powązki.

## Vanjske poveznice
|  | Zajednički poslužitelj ima stranicu o temi Edward Rydz-Śmigły |